# Ninja Gaiden
Ninja Gaiden (NINJA外伝) és una sèrie japonesa de videojocs que va aparèixer per primera vegada en Japó en 1988, i que pertany a l'empresa Tecmo.
La sèrie era coneguda originalment com a Ninja ryūkenden. (忍者龍剣伝) "Llegenda del Ninja de l'espasa del drac") en el Japó. La sèrie també era coneguda com a Shadow Warriors a Europa i Austràlia.
El joc va aparèixer per primera vegada a Amèrica un any després que al Japó, en 1989 sota el nom de "Ninja Gaiden", el qual va ser precedit per altres 2 jocs més de la mateixa sèrie per a la consola Nintendo. Hi hagué també una versió del joc per a la Master System de SEGA.

## Dinàmica de joc
La història de Ninja Gaiden segueix les aventures del ninja del Clan del Drac, Ryu Hayabusa. L'estil de joc és del tipus d'acció de costat (comunament dit "de plataforma"), en la qual és necessari anar passant per diverses etapes. Cada etapa consisteix en un escenari el qual és necessari travessar destruint o evitant als enemics en el camí. Després d'unes quantes etapes és possible enfrontar-se a un "cap". La finalització de l'escenari que enfronta a un "cap" conclou una part del joc, que és dita en forma dramàtica "Acte", i indica l'inici de la següent.